# Lemarco
Lemarco este o companie producătoare de zahăr din România.
A fost înființată în 1990, având capital 100% românesc și obiect de activitate producția de mobilă.
Din 1993, compania a inceput să importe zahăr brut și să-l proceseze în fabricile din România.
În anul 2000, Lemarco a achiziționat fabrica de zahăr Liești din județul Galați, moment în care în structura acționariatului a intrat compania americană Atalanta Corporation, care deține 50% din acțiuni.
Lemarco mai deține o unitate de producție a zahărului la Urziceni.
Cifra de afaceri:
| Anul          | 2007 | 2006 |
| ------------- | ---- | ---- |
| milioane euro | 69,8 | 66,5 |